# Campionati europei di windsurf 2013
I Campionati europei di windsurf 2013 sono stati l'8ª edizione della competizione. Si sono svolti a Brest, in Francia, dal 30 giugno al 7 luglio 2013.

## Medagliere
| Pos.   | Nazione     | Oro | Argento | Bronzo | Totale |
| ------ | ----------- | --- | ------- | ------ | ------ |
| 1      | Regno Unito | 1   | 0       | 0      | 1      |
| 1      | Grecia      | 1   | 0       | 0      | 1      |
| 3      | Spagna      | 0   | 1       | 0      | 1      |
| 3      | Israele     | 0   | 1       | 0      | 1      |
| 5      | Francia     | 0   | 0       | 2      | 2      |
| Totale | Totale      | 2   | 2       | 2      | 6      |

## Podi
| Evento    | Oro              | Argento        | Bronzo         |
| Maschile  | Byron Kokkalanis | Shahar Zubari  | Pierre Le Coq  |
| Femminile | Shaw Bryony      | Blanca Manchón | Charline Picon |